# Quinta de Tilcoco
Quinta de Tilcoco é uma comuna da província de Cachapoal, localizada na Região de O'Higgins, Chile. Possui uma área de 93,2 km² e uma população de 11.380 habitantes (2002).